# Schornstein Nr. 4
Der deutsch-französische Spielfilm Schornstein Nr. 4 (OT: La voleuse) entstand 1966 in Berlin und im Ruhrgebiet, mit der HOAG (Hüttenwerke Oberhausen AG) in Oberhausen als Schauplatz. In den Hauptrollen sind Romy Schneider und Michel Piccoli in ihrem ersten gemeinsamen Film zu sehen.

## Handlung
Das kinderlose Ehepaar Julia und Werner Kreuz gehört dem Mittelstand an und lebt in West-Berlin. Sie hat im Alter von 19 Jahren ein Kind zur Welt gebracht und nach wenigen Tagen weggegeben. Dies gesteht sie ihrem Mann nach der Hochzeit. Der Junge, Carlo, wurde von der Familie Kostrowicz aufgenommen und liebevoll wie ein leiblicher Sohn großgezogen. Radek Kostrowicz, ein Arbeiter im Walzwerk, und seine Frau leben in Oberhausen. Plötzlich von einer starken Sehnsucht nach ihrem Kind ergriffen, reist Julia Kreuz immer wieder nach Oberhausen und schleicht um Schule und Wohnung des Jungen. Ihr Mann versucht, sie von diesen Ausflügen abzubringen, greift sie am Bahnhof ab, sperrt sie ein, aber ohne Wirkung. Lieber hätte er ein eigenes Kind mit ihr, die Ehe ist aber angeknackst.
Nach dem Gesetz ist Julia im Recht, weil es nie eine formelle Adoption gegeben hat. Doch bleibt Kostrowicz auch diesen Argumenten gegenüber stur. Eines Tages nähert sich Julia dem Kind im Schwimmbad und nimmt Carlo in ihre Berliner Wohnung mit. Der zornige Ziehvater reist nach Berlin, dringt in die Wohnung ein und nimmt Carlo wieder an sich. Bei der Ankunft am Essener Hauptbahnhof erwartet ihn jedoch die Polizei, und Carlo kommt wieder zu Kreuzens. Kostrowicz sieht daraufhin keinen anderen Ausweg und klettert auf den Schornstein Nr. 4 der Hüttenwerke Oberhausen. Das Handeln des verzweifelten Ziehvaters erregt in der Öffentlichkeit, die sich weitgehend auf seine Seite schlägt, großes Aufsehen. Er droht damit, in die Tiefe zu springen, falls ihm Carlo nicht bis nächsten Morgen um sechs Uhr zurückgegeben wird. Julia weigert sich beharrlich, auf den Druckversuch einzugehen. Ihr Mann stellt sich schließlich gegen sie und verlangt von ihr Carlo an Kostrowicz herauszugeben – was schließlich geschieht.

## Kritik
„Ungewöhnliches Frauenporträt mit Romy Schneider, die nach ihrem Abschied vom ‚Sissy‘-Image erstmals wieder in Deutschland vor der Kamera stand: Ein in kargen Schwarzweißbildern und langen Dialogpassagen entfaltetes Psychogramm nach einem literarisch-ehrgeizigen Drehbuch.“

„Ein sehr ernsthafter, angestrengter Film, der sein hochgestecktes Ziel einer literarisch-stilisierten Form nicht ganz erreicht. Immerhin eine interessante Arbeit.“